# 卡拉阿里岩
卡拉阿里岩（英語：Karaali Rocks）是南極洲的岩石，位於瑪麗伯德地，處於馬蒂科尼斯峰以東9公里，美國地質調查局根據測量和美國海軍拍攝的空中照片繪入地圖，現時由南極條約體系管理。